# 대전과학고등학교
대전과학고등학교(大田科學高等學校)는 대한민국 대전광역시 유성구 구성동에 위치한 공립 과학영재학교이다.

## 학교 연혁
- 1983년 11월 21일 : 학교설립 문교부 인가(한 학급 30명씩 180명, 6학급)
- 1984년 3월 1일 : 초대 김학종 교장 취임
- 1984년 3월 7일 : 개교(중구 문화동 소재) 및 제1회 입학식(2학급 60명 입학)
- 1986년 1월 7일 : 기숙사 여명관(黎明館) 개관
- 1986년 2월 22일 : 제1회 조기진학자 수료식
- 1987년 2월 10일 : 제1회 졸업식
- 1994년 5월 6일 : 교사 신축 이전(유성구 구성동 19-2, 현 위치)
- 2009년 3월 1일 : 학급 증설 대전광역시교육청 인가(15학급)
- 2010년 4월 17일 : 기숙사 여명관(黎明館) B동 및 다산관(茶山館) 개관
- 2012년 7월 24일 : 2014년 3월 1일부터 과학영재학교로 지정 전환 (교육과학기술부장관)
- 2024년 1월 6일 : 제38회 졸업식
- 2024년 3월 1일 : 제17대 이지영 교장 취임
- 2024년 3월 4일 : 제41회 입학식(93명)

## 설치 학과
- 과학과

## 갤러리

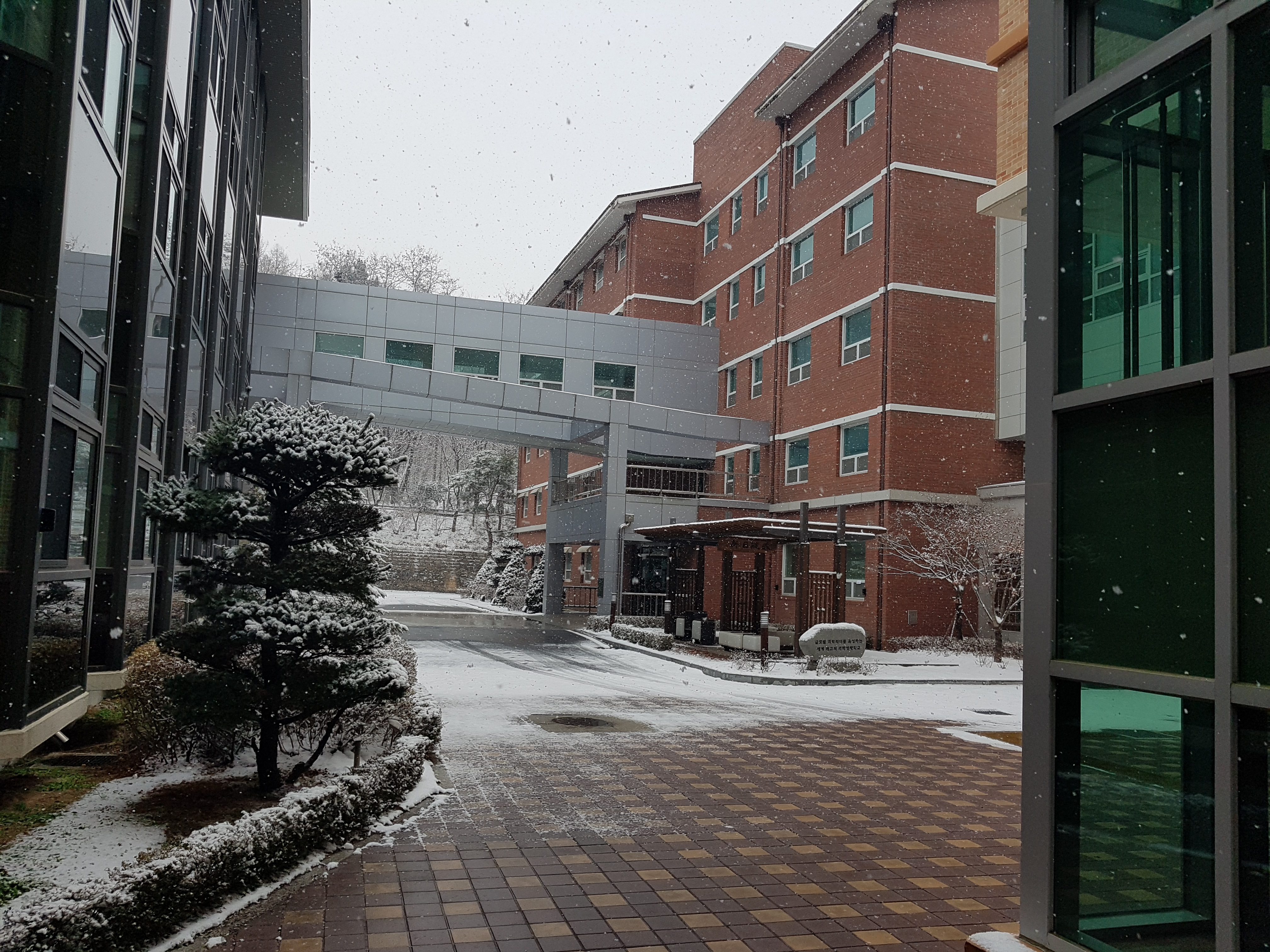
여명관 A동과 B동
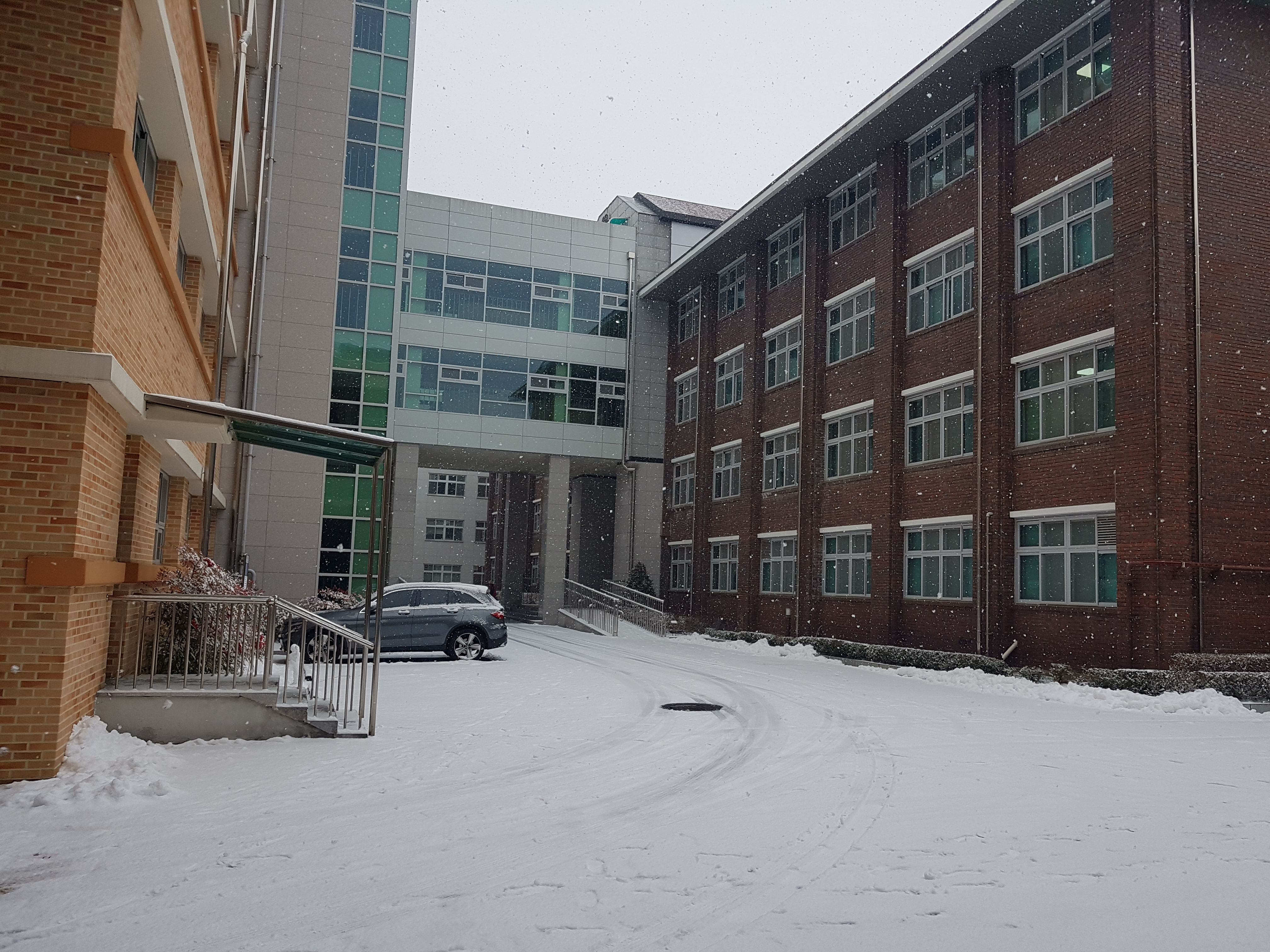
탐의관과 여명관

## 참고 자료
- 대전과학고등학교 - 한국교육학술정보원 학교알리미